# لئونتیا کالنو
لئونتیا کالنو (یونانی: Λεοντία Καλλένου، ترکی استانبولی: Lenotiya Kallenu؛ متولد ۵ اکتبر ۱۹۹۴) ورزشکار دو و میدانی قبرسی است که در پرش ارتفاع شرکت می‌کند. او دارندهٔ رکورد ملی قبرس در هر دو رشتهٔ فضای باز (۱٫۹۳ متر) و داخل سالن (۱٫۹۳ متر) است.
این دوندهٔ پرش ارتفاع قبرسی، که برای جورجیا بولداگ رقابت می‌کند، در حالی که در دانشگاه جورجیا تحصیل می‌کند، قهرمان دانشگاهی آمریکا در پرش ارتفاع زنان در فضای باز و داخل سالن است.

## سال‌های اولیه
کالنو در ۵ اکتبر ۱۹۹۴ در دالای قبرس در خانواده‌ای ورزشکار به دنیا آمد. پدرش جورج فوتبال بازی می‌کرد در حالی که مادرش آنا معلم تربیت بدنی بود و بسکتبال بازی می‌کرد. با توجه به اینکه ورزش جزء اصلی زندگی اولیهٔ او بود، در ابتدا والیبال، شنا و دوچرخه‌سواری را تجربه کرد.
زمانی که هیئتی از باشگاه جی.پی. اس از مدرسهٔ ابتدایی او برای جذب جوانان با استعداد بازدید کردند، او دو و میدانی را انتخاب کرد. کالنو در استادیوم جی.پی. اس بازی کرد و در نهایت پرش از ارتفاع را انتخاب کرد، پس از اینکه مربیان متوجه شدند که او علی‌رغم استفاده از تکنیک اشتباه، میله را خالی کرده است. لوکاس کالوگیرو اولین مربی کالنو بود.
کالنو در ژوئن ۲۰۱۲ از انجمن مدرسهٔ خصوصی یونان در نیسو فارغ‌التحصیل شد و چند ماه بعد به ایالات متحده آمریکا رفت تا در دانشگاه جورجیا تحصیل کند و برای بولداگ جورجیا رقابت کند.

## مسابقات قبرس
کالنو از سال ۲۰۰۷ شروع به رقابت در مسابقات ملی دو و میدانی کرد. در سال ۲۰۰۸ کالنو در سن ۱۳ سالگی مقام سوم را در بازی‌های دو و میدانی پان‌قبرسی به دست آورد. اولین حضور بین‌المللی کالنو در سال ۲۰۰۹ اتفاق افتاد.

### ۲۰۰۹
این دوندهٔ پرش ارتفاع قبرسی در دسامبر ۲۰۰۹ در سن ۱۵ سالگی به نمایندگی از قبرس، مسابقات بین‌المللی را آغاز کرد. او در مسابقات جهانی ژیمناسیاد قطر شرکت کرد و با پرش ۱٫۷۸ متر به مقام پنجم دست یافت.

### ۲۰۱۰
در ماه مه، کالنو مقام پنجم دیگری را به دست آورد، این بار در مسابقات المپیک جوانان اروپا در مسکو. اولین مدال بین‌المللی او یک ماه بعد در مسابقات قهرمانی تیمی اروپا در مالت به دست آمد که او با پرش ۱٫۸۰ متر به مقام سوم دست یافت. پس از کسب مقام نوزدهم در مسابقات قهرمانی نوجوانان جهان در مونکتون، کانادا در ماه ژوئیه، کالنو در افتتاحیهٔ بازی‌های المپیک جوانان ۲۰۱۰ سنگاپور حضور قدرتمندی داشت و در جایگاه چهارم قرار گرفت. کالنو با فاصلهٔ ۱٫۷۹ متری، همان فاصله را با دارندهٔ مدال برنز به ثبت رساند، اما به دلیل تلاش‌های ناموفق خود در ردهٔ چهارم قرار گرفت.

### ۲۰۱۱
این فصل، سال بسیار موفقی برای کالنو بود. در ژوئن او مدال نقرهرا در بازی‌های کشورهای کوچک اروپا در لیختن اشتاین و چند روز بعد برنز در مسابقات قهرمانی تیمی اروپا در ایسلند به دست آورد. او مقام پانزدهم در لیل، فرانسه در مسابقات قهرمانی جوانان جهان IAAF با دو سکو به پایان رسانید؛ مدال نقرهدر جشنواره المپیک جوانان اروپا در ترابزون اسپور در ژوئیه، و مدال طلا در بازی‌های جوانان همسود جزیره من در سپتامبر همان سال.

### ۲۰۱۲
کالنو در سال ۲۰۱۲ در بسیاری از رویدادهای بین‌المللی شرکت نکرد، زیرا تصمیم گرفت برای سال آخر دبیرستان خود، بر روی تحصیلات خود تمرکز کند. او در پرش ارتفاع در مسابقات قهرمانی نوجوانان جهان در بارسلونا با کسب مقام نوزدهم به رقابت پرداخت.

### ۲۰۱۳
مانند فصل قبل، کالنو یک بار دیگر انتخاب کرد که فقط در یک مجموعهٔ کوچک از رویدادها شرکت کند. در مرسین ترکیه، در طول بازی‌های مدیترانه‌ای، کالنو با بهترین رکورد شخصی ۱٫۸۷ متر در جایگاه چهارم قرار گرفت. یک ماه بعد در ریتی ایتالیا در مسابقات قهرمانی جوانان اروپا در دو و میدانی پنجم شد.

### ۲۰۱۴
پس از یک فصل طاقت فرسای NCAA، کالنو تصمیم گرفت که فقط در بازی‌های همسود گلاسکو در سطح بین‌المللی شرکت کند. علی‌رغم بهبودی از شکستگی ناشی از خستگی در پایش که به بازی‌ها مربوط می‌شد، کالنو توانست با پرش ۱٫۸۹ متر در جایگاه چهارم قرار گیرد. اگرچه کالنو اجازهٔ حضور در مسابقات قهرمانی اروپا در زوریخ را در ماه اوت گرفت، اما تصمیم گرفت که در مسابقات شرکت نکند و در عوض به ایالات متحده بازگشت تا برای فصل ۲۰۱۵ آماده شود.

## دانشگاه جورجیا
در پاییز ۲۰۱۲ کالنو با بورسیهٔ ورزشی به آتن، جورجیا، ایالات متحده آمریکا و دانشگاه جورجیا نقل مکان کرد و در آنجا در حال تحصیل در رشتهٔ مدیریت بازرگانی و بازاریابی است. این قبرسی در کنار تحصیلات آکادمیک خود برای مسابقات بولداگ جورجیا در مسابقات دو و میدانی NCAA نیز رقابت می‌کند.

### ۲۰۱۳
برای فصل ۲۰۱۳ داخل سالن، کالنو برای لیدی بولداگ قرمزپوش شد. او اولین حضور خود را در طول فصل در فضای باز انجام داد. بزرگ‌ترین موفقیت او در مسابقات قهرمانی NCAA در یوجین، اورگان به دست آمد، جایی که با پرش ۱٫۸۶ متر مقام چهارم را به دست آورد؛ در آن زمان یک رکورد ملی زیر ۲۳ سال داشت که برای او افتخار تیم آل‌آمریکا را به ارمغان آورد. مقام دهم کالنو در مسابقات قهرمانی اتحاد جنوب‌شرق (SEC) با پرش ۱٫۷۵ متر نیز به او یک جایگاه در تیم اتحاد جنوب‌شرق ۲۰۱۳ داد. در طول سال، کالنو همچنین مقام اول را در Georgia Relays UGA Alumni، مقام دوم Georgia Tech Yellow Jacket Invitational و مقام سوم را در Auburn War Eagle Invitational کسب کرد.

### ۲۰۱۴
فصل داخلی و خارجی ۲۰۱۴، سال موفقیت کالنو در NCAA بود. با شروع از داخل سالن، کالنو قهرمان NCAA در نیومکزیکو شد، زمانی که او از بالای میله در ارتفاع ۱٫۸۷ متری عبور کرد، در رویدادی که او فقط اولین تلاش‌های خود را ثبت کرد.
چند روز قبل در مسابقات قهرمانی SEC در تگزاس، کالنو با ثبت رکورد ملی داخل سالن ۱٫۹۰ متر، مقام اول را به دست آورد. موفقیت فوق، افتخارات مختلفی را برای او به ارمغان آورد. این بازیکن قبرسی در تیم First Team All-America در سال ۲۰۱۴، تیم All-SEC Freshman Team سال ۲۰۱۴ و در تیم All-SEC First Team قرار گرفت. در طول فصل داخل سالن، او همچنین با پرش ۱٫۸۸ متر در سالن دعوتی آبرن در آلاباما، مقام دوم (و بهترین بازیکن دانشگاهی) را کسب کرد. پس از قهرمانی NCAA در سالن سرپوشیده، کالنو هدف خود را در فصل خارج از خانه قرار داد و در مسابقات قهرمانی NCAA در یوجین با فاصلهٔ ۱٫۸۹ متر مقام اول را کسب کرد و هفتمین رتبهٔ برتر متوالی خود را در دانشگاه به دست آورد. او همچنین دو قهرمانی متوالی در پنج تیم برتر و دو گواهینامهٔ تیم اول سراسری آمریکا را در مسابقات ملی در فضای باز به ثبت رساند.
در اوایل فصل در فضای باز، کالنو در مسابقات قهرمانی SEC با عبور از ۱٫۹۲ متر در لکسینگتون، کنتاکی، طلا گرفت، پرشی که همچنان یک رکورد ملی قبرس است. یک هفته قبل از آن، در ۱۰ مه، کالنو با ثبت رکورد ۱٫۹۱ متر در آن زمان، در مسابقات دعوتی جورجیا به پیروزی رسید. پس از این فصل بسیار موفق ۲۰۱۴ در فضای باز (قهرمان NCAA و SEC)، او در اولین تیم سراسری آمریکا و تیم All-SEC قرار گرفت.

### ۲۰۱۵
پس از یک رشته مشکلات آسیب‌دیدگی در پایان فصل ۲۰۱۴، کالنو در طول فصل خارج از فصل به شدت کار کرد تا برای فصل پیش از المپیک ۲۰۱۵ آماده شود. این ورزشکار قبرسی با کسب مدال در مسابقات قهرمانی SEC داخل سالن در لکسینگتون، کنتاکی در سال ۲۰۱۵، با پرش ۱٫۹۰ متری، با کسب مدال طلا در این رقابت، با رکورد شخصی‌اش در داخل سالن برابری کرد.دو هفته بعد، در مسابقات ملی NCAA در فایتویل، آرکانزاس، کالنو با کسب طلا برای جورجیا بولداگز، سومین عنوان قهرمانی متوالی خود در مسابقات سراسری آمریکا را به دست آورد و رکورد ملی داخلی خود را سه سانتی‌متر بهبود بخشید.

## پیشرفت‌های پرش ارتفاع
در فضای باز: در سن ۱۵ سالگی، در سال ۲۰۰۹، کالنو توانست از ارتفاع ۱٫۷۸ متری در دوحه، از میله عبور کند، در حالی که یک سال بعد توانست برای اولین بار بر ارتفاع ۱٫۸۰ متری غلبه کند. سال موفقیت او، ۲۰۱۳ بود که در بازی‌های مدیترانه‌ای ترکیه، کالنو با ۱٫۸۷ متر در جایگاه چهارم قرار گرفت و رکورد زیر ۲۳ سال قبرس را شکست. در سال ۲۰۱۴ کالنو سرانجام توانست رکورد ملی قبرس را بشکند. در ۱۰ مه ۲۰۱۴، او رکورد ملی ۱٫۹۱ متر را به نام خود ثبت کرد و برای اولین بار از مرز ۱٫۹۰ متر عبور کرد، در حالی که یک هفته بعد، در ۱۷ مه، با عبور از ۱٫۹۲ متر در مسابقات قهرمانی SEC، دوباره رکورد ملی جدیدی را به نام خود در لکسینگتون، کنتاکی ثبت کرد.
داخل سالن: در سال ۲۰۱۰، او در ۱٫۷۵ متر در آتن، یونان بر ارتفاع غلبه کرد، در حالی که دو سال بعد او دوباره از مرز ۱٫۸۲ متر در پایتخت یونان گذشت. کالنو با عبور از ۱٫۹۰ متر در ۱ مارس ۲۰۱۴ در تگزاس رکورددار ملی قبرس در پرش ارتفاع داخل سالن شد. یک سال بعد، او رکورد شخصی خود را سه سانتی‌متر بهبود بخشید، و در مسابقات ملی NCAA در سال ۲۰۱۵ از میلهٔ ۱٫۹۳ متر گذشت.

### رکوردهای ملی
کالنو در حال حاضر دارندهٔ هشت رکورد ملی قبرس در پرش ارتفاع زنان در دو و میدانی در فضای باز و داخل سالن است. در دسامبر ۲۰۰۹، کالنو اولین رکورد ملی خود را در پرش ارتفاع شکست و با عبور از ۱٫۷۸ متر در دوحهٔ قطر، رکورد ملی زیر ۱۵ سال را به نام خود ثبت کرد.
در فضای باز:

زیر ۱۵ سال - ۱٫۷۸ متر در ۹ دسامبر ۲۰۰۹، در دوحه، قطر

زیر ۲۰ سال - ۱٫۸۷ متر در ۲۹ ژوئن ۲۰۱۳، در مرسین، ترکیه

زیر ۲۳ سال - ۱٫۹۳ متر در ۱۵ می ۲۰۱۵، در استارکویل، می‌سی‌سی‌پی، ایالات متحده

زنان - ست ۱٫۹۳ متر در ۱۵ می ۲۰۱۵، در استارکویل، می‌سی‌سی‌پی، ایالات متحده
داخلی:

زیر ۱۸ سال - ۱٫۷۵ متر در ۶ فوریه ۲۰۱۰ و ۱۲ فوریه ۲۰۱۱، هر دو در پیرئوس، یونان

زیر ۲۰ سال - ۱٫۸۲ متر در ۲۲ فوریه ۲۰۱۲، در پیرئوس، یونان

زیر ۲۳ سال - ۱٫۹۳ متر در ۱۳ مارس ۲۰۱۵، در آرکانزاس، ایالات متحده

زنان - ست ۱٫۹۳ متر در ۱۳ مارس ۲۰۱۵، در آرکانزاس، ایالات متحده

## زندگی شخصی
کالنو در دالای، یک شهر حومه‌ای در جنوب نیکوزیا از پدری به نام جورج و مادری به نام آنا به دنیا آمد و بزرگ شد. او کوچک‌ترین فرزند از سه خواهر و برادرش است، به ترتیب پانایوتیس و ایرنه، برادر و خواهر بزرگترش هستند.
کالنو در حال حاضر در دانشگاه جورجیا در ایالات متحده در رشتهٔ مدیریت بازرگانی و بازاریابی تحصیل می‌کند. هدف او این است که پس از اتمام تحصیل به یک ورزشکار حرفه‌ای دو و میدانی تبدیل شود.